# Афгано-таджикский «Мост дружбы»
Мост дружбы — висячий мост через реку Пяндж, соединяющий Таджикистан и Афганистан в исторической области Дарваз у села Калаихум. Мост открыт 6 июля 2004 года.

## Обзор
В июле 2004 года на открытии моста присутствовали: президент Таджикистана Эмомали Рахмон, вице-президент Афганистана Нематулла Шахрани и имам Ага-хан IV. Строительство моста обошлось в 500,000 долларов США, осуществлялось при содействии компании Aga Khan Development Network и поддержке со стороны правительств Соединённых Штатов Америки и Норвегии. Висячий мост имеет длину 135 метров и 3,5 метров в ширину, пропускная способность 25 тонн. По мосту осуществляются коммерческие и пассажирские перевозки, благодаря чему есть постоянная сухопутная связь между двумя странами.

## Другие мосты между странами
В ноябре 2002 года был открыт первый мост через афгано-таджикскую границу. 6 августа 2007 года был построен мост, соединяющий Таджикистан и Афганистан через реку Пяндж.